# پالائوسوفوس
پالائوسوفوس (به لاتین: Palaiosofos) یک منطقهٔ مسکونی در قبرس شمالی است که در Girne District واقع شده‌است. پالائوسوفوس ۱۸۰ نفر جمعیت دارد.